# 22898 Фалче
22898 Фалче  (22898 Falce) — астероїд головного поясу, відкритий 10 жовтня 1999 року.
Тіссеранів параметр щодо Юпітера — 3,220.